# Браччано (озеро)
Озеро Браччано (італ. Lago di Bracciano) — озеро вулканічного походження в італійському регіоні Лаціо, в 32 км на північний захід від Риму. Це друге за величиною озеро в регіоні (поступається лише озеру Больсена) і одне з найбільших озер Італії. Браччано має округлу форму з довжиною берегів приблизно 32 км. Джерелом живлення озера є підземний стік, атмосферні опади і перколяція, а також підземні джерела, а відтік води відбувається через річку Арроне в Тірренське море.
Озеро завдячує своїм походженням інтенсивній вулканічній і тектонічній активності від 600 000 до 40 000 років до сьогодення, внаслідок чого  на території Сабатіно виникло багато невеликих вулканів. Основний осередок магми знаходився під нинішнім озером Браччано. Її обвал утворив депресивну область, яку зараз займає озеро, яке не має вулканічного походження, хоча деякі невеликі кратери та кальдери все ще можна впізнати навколо озера та в безпосередній близькості (Мартіньяно, Баккано, Сакрофано).
На узбережжі озера розташовані три міста: Браччано, Ангуллара-Сабація та Тревіньяно-Романо.
Озеро є важливою туристичною пам'яткою. Оскільки воно слугує резервуаром питної води для міста Рим, озеро з 1986 року перебуває під контролем для уникнення забруднення його вод. Користування моторними човнами суворо заборонено (за винятком кількох професійних рибалок і органів влади), а для всіх прикордонних міст була побудована централізована система каналізації, щоб уникнути будь-якого погіршення якості води, що робить Браччано одним із найчистіших озер Італії. Відсутність моторизованої навігації сприяє вітрильному спорту, веслуванні на каное та плаванню.
В останні кілька років озеро та його околиці були взяті під додатковий захист завдяки створенню регіонального парку Parco Regionale del complesso lacuale di Bracciano Martignano.
Вода з пагорбів над озером подавалась до Риму через акведук Aqua Traiana, зведений в 109 році нашої ери. Акведук був відновлений на початку XVII століття Папою Римським Павлом V, доставляючи воду до району Трастевере в Римі та (через Понте-Сісто) до Ріоне в Реголі.

## Історія

### Неолітичне поселення Ла-Мармотта

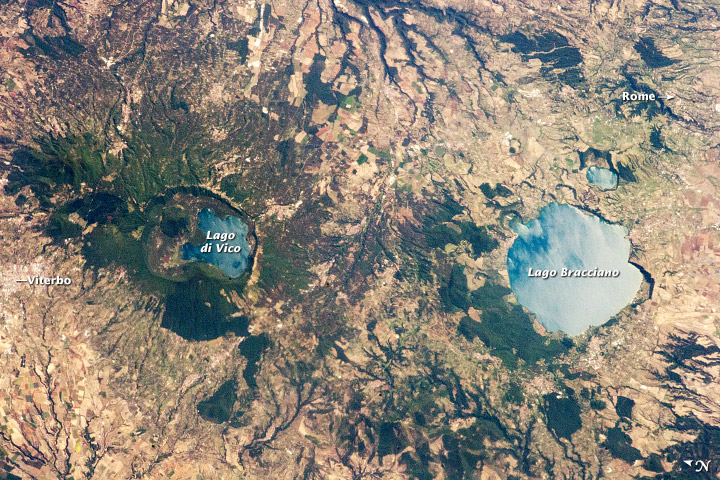
Вид з космосу на озеро Браччано та околиці

В 1989 році, поблизу містечка Ангуїллара-Сабація, приблизно на відстані 360 метрів від берега, під час робіт по прокладанню труб для нового водоводу, які проводила ACEA (Електро- та водопровідна компанія Риму) на глибині 8 метрів під озерним мулом було виявлено залишки дерев'яних споруд.
Під час підводних археологічних досліджень, що велись з 1992 року науковою командою під керівництвом Марії Антонієтти Фугаццоли Дельпіно, директорки Національного музею доісторичної історії та етнографії та президентки Італійського інституту доісторії та протоісторії, на цьому місці були виявлені залишки селища раннього неоліту, яке датується 5700 роком до нашої ери. Ранньонеолітичне селище отримало назву «Ла Мармотта»
Товсті дубові палі, забиті більше ніж на два метри в землю, збереглися завдяки безкисневим відкладенням на дні озера; дендрохронологія датує поселення дуже точно, оскільки місцеві послідовності деревних кілець уже були ретельно встановлені. Найстаріші об'єкти, виявлені у Ла-Мармотті, датуються приблизно 5690 роком до нашої ери, але Фугаццола Дельпіно вважає, що триваюча робота може виявити, що село народилося на приблизно сто років раніше. Дослідники більш впевнені датуванні часу загибелі поселення: 5230 рік до нашої ери. «З шостого тисячоліття до нашої ери, коли клімат став вологішим, рівень води в озері Браччано піднявся більш ніж на 8 метрів, тому руїни неолітичної поселення на березі озера зараз поховані в донному мулі за 370 метрів від берега».
Найпереконливішим доказом того, що мешканці неолітичного селища прибули здалеку, ймовірно, піднімаючись вздовж Арроне до її витоків в озері Браччано, є те, що на момент появи їхня передова для свого часу культура вже була достатньо розвинутою. У регіоні навколо озера Браччано, за словами Фугаццоли Дельпіно, не було знайдено жодних ознак перебування інших культур, крім мисливців-збирачів до тих часів, коли було побудовано поселення Ла-Мармотта. Мешканці села з самого початку мали у своєму розпорядженні увесь «неолітичний пакет»: одомашнені тварини і рослини, керамічні вироби, відшліфовані кам'яні знаряддя, ніби вони вивантажили всі ці речі зі своїх човнів.
Мешканці Ла-Мармоти тримали овець і кіз; вони також привезли з собою свиней і корів, а також дві породи собак, і вони садили різноманітні культури — пшеницю та ячмінь — а інші рослини збирали в навколишніх лісах. «У них було все, — каже Фугаццола, — їли зерно, овочі, а також багато фруктів — яблука, сливи, малину, полуницю». Взимку вони доповнювали свій раціон жолудями, які зберігали у великих керамічних глеках. Вирощували льон для виготовлення полотна. Вони сіяли городній мак. Було знайдено декілька човнів-довбанок, один з них досягає довжини 10 м. Команда чеських археологів побудувала копію човна та пропливла на ньому 800 км уздовж узбережжя Середземного моря, щоб перевірити його морехідність.

### Римська епоха
Територія навколо озера завжди була малонаселеною, але до часів пізньої республіки на його узбережжі було побудовано багато вілл. Багатий вулканічний ґрунт, прекрасне довкілля та краєвиди привабили багатих патриціїв з Риму, які будували тут складні комплекси сільських вілл. Серед них вілла Доміціана з термальним курортом у Вікарелло була найкращим прикладом.
Однак приблизно в середині I століття нашої ери сталася екологічна катастрофа — рівень води в озері піднявся, надовго затопивши старе узбережжя і розташовані на ньому вілли.

## Галерея

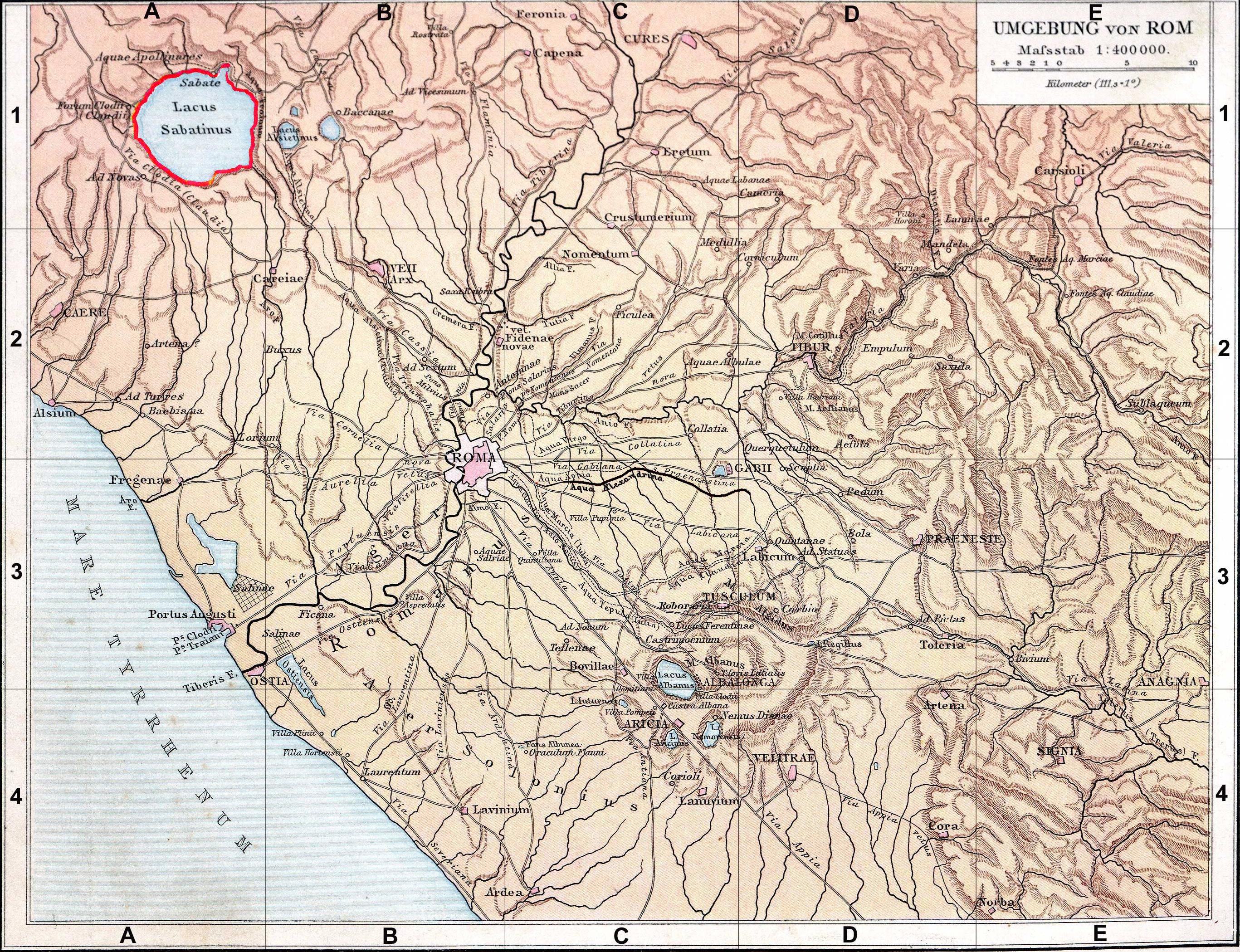
Озеро на карті 1886 року.
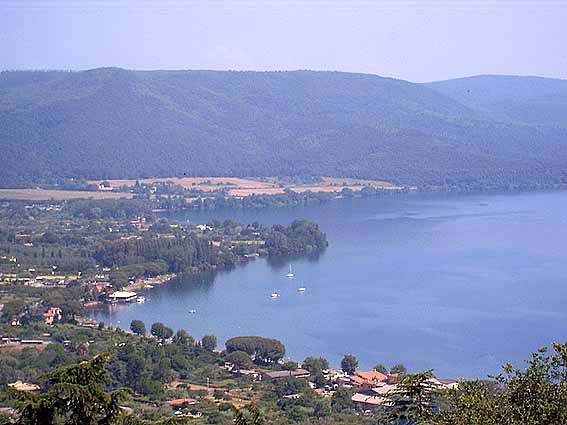
Вид із замку Орсіні-Одескалькі.
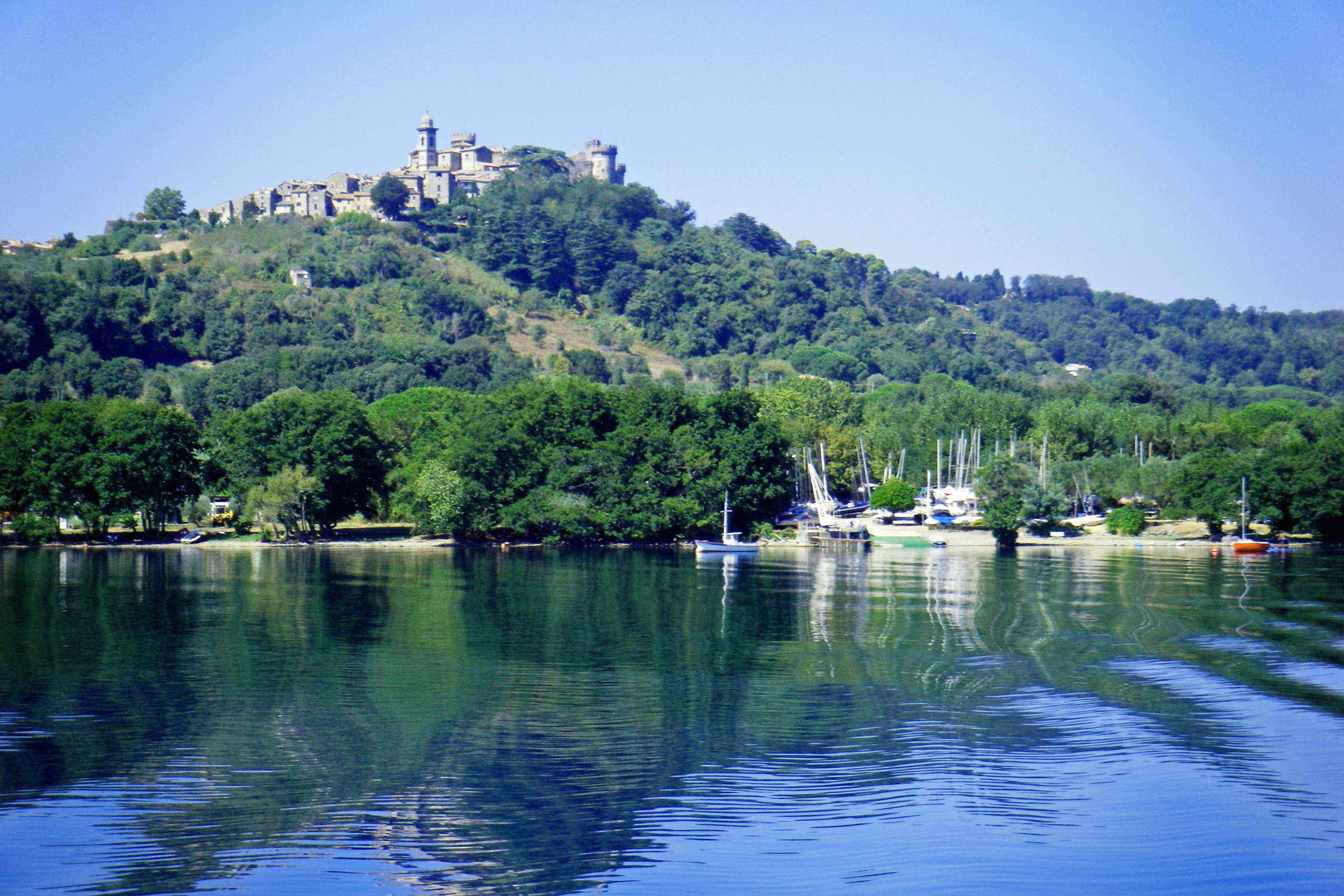
Вид на місто Браччано з озера.
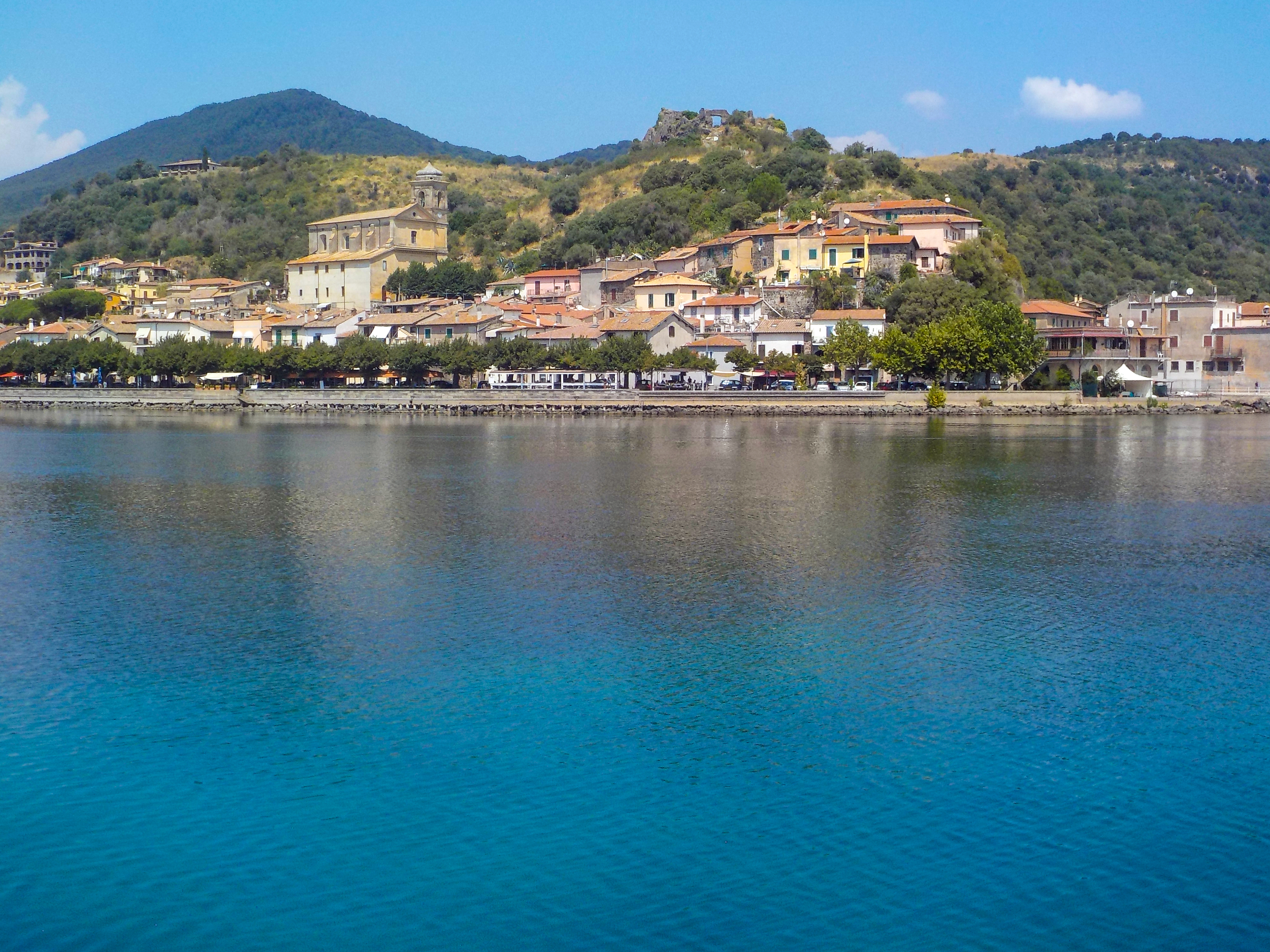
Вид на Тревіньяно-Романо з озера.
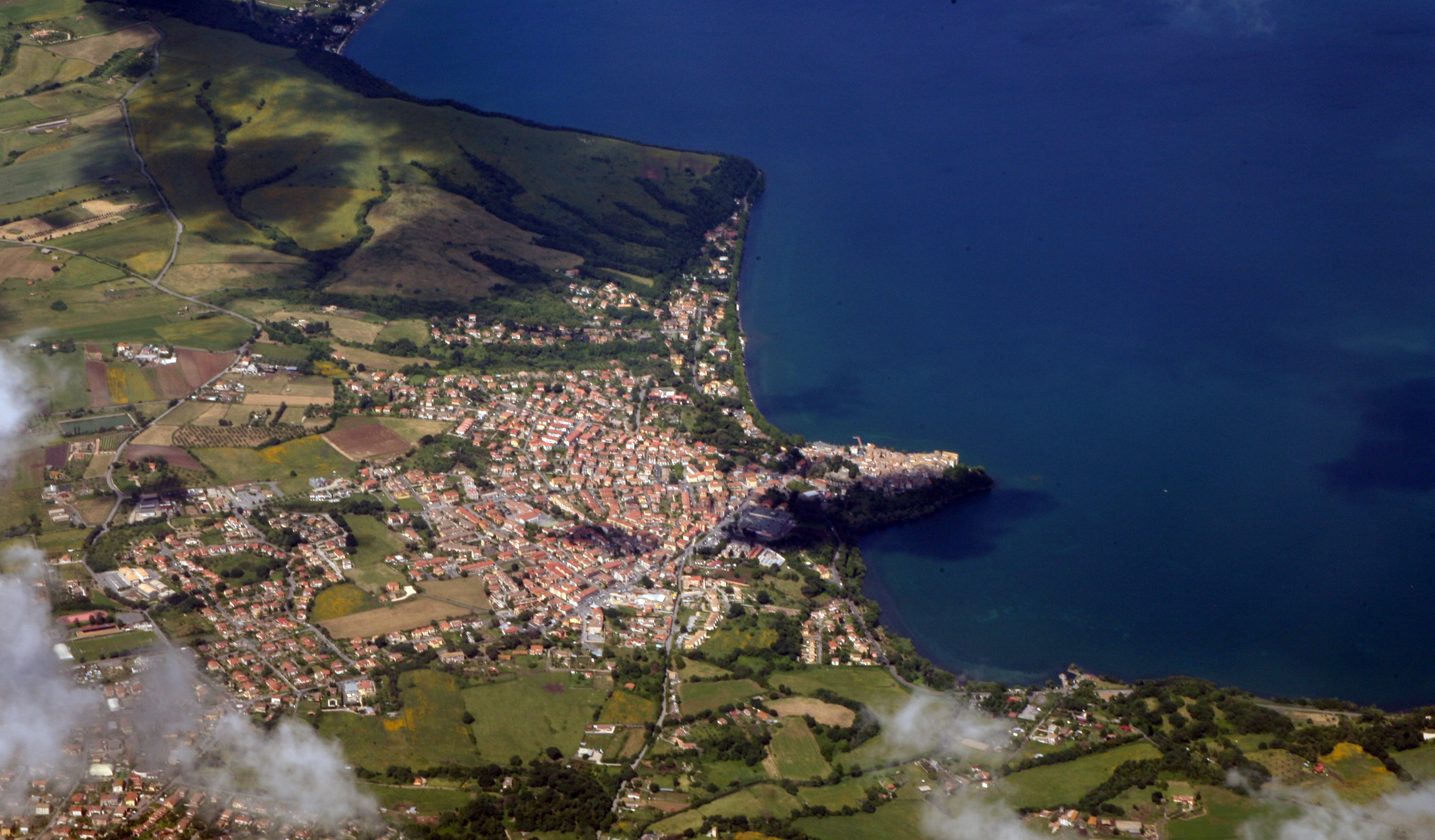
Ангїллара-Сабація з висоти пташиного польоту